# Le Recoux
Le Recoux (okzitanisch Lo Recós) ist eine ehemalige französische Gemeinde mit 128 Einwohnern (Stand: 1. Januar 2022) im Département Lozère in der Region Okzitanien. Die Einwohner werden Recoussiens genannt.
Le Recoux wurde mit Wirkung vom 1. Januar 2017 mit den Gemeinden Les Vignes, Le Massegros, Saint-Georges-de-Lévéjac und Saint-Rome-de-Dolan zu einer Commune nouvelle mit dem Namen Massegros Causses Gorges zusammengeschlossen, wo sie seither über den Status einer Commune déléguée verfügt.

## Lage
Le Recoux liegt etwa 75 Kilometer westnordwestlich von Alès in den Gorges du Tarn bzw. in den Causses de Sauveterre. 

## Bevölkerungsentwicklung
| 1962                      | 1968 | 1975 | 1982 | 1990 | 1999 | 2006 | 2013 |
| ------------------------- | ---- | ---- | ---- | ---- | ---- | ---- | ---- |
| 136                       | 133  | 126  | 117  | 114  | 110  | 116  | 128  |
| Quelle: Cassini und INSEE |      |      |      |      |      |      |      |

## Sehenswürdigkeiten
- Kirche Notre-Dame-du-Rosaire